# Nicrophorus didymus
Nicrophorus didymus es un coleóptero de la familia de los sílfidos.